# Bruno Fait
Bruno Fait (Trento, 7 luglio 1924 – Malo, 18 maggio 2000) è stato un marciatore italiano, classificatosi ottavo nella marcia 10 000 metri ai Giochi olimpici di Helsinki 1952.

## Palmarès
| Anno | Manifestazione  | Sede     | Evento              | Risultato | Prestazione | Note |
| ---- | --------------- | -------- | ------------------- | --------- | ----------- | ---- |
| 1952 | Giochi olimpici | Helsinki | Marcia 10 000 metri | 8º        | 46'25"6     |      |